# 莎拉·蓋登
莎拉·林恩·蓋登（1987年4月4日—）是一名加拿大女演員。以在大衛·柯能堡電影《危險療程》（2011年）和《夢遊大都會》（2012年）中的演出而聞名。其他知名作品如《雙面危敵》（2013年）、《皇家公主出走記》（2015年）、《路易的第九條命》（2016年），以及電視劇《拯救甘迺迪》（2016年）、《雙面葛蕾斯》（2017年）及《無間警探》（2019年）。

## 早期生活
莎拉·蓋登出生於安大略多倫多，父親是心理學家，母親是老師。她有一個哥哥叫詹姆斯（James）。蓋登本身擁有英格蘭和義大利的血統。她的童年和青春期大部分時間都花在擔任舞者的訓練和表演中，並曾在加拿大國家芭蕾舞學校擔任初級助理，以及在克勞德·沃森表演藝術學院（Claude Watson School for the Performing Arts）學習。她於2005年從沃恩路學院中以安大略學者的身份從高中畢業。2014年，她已在安大略省的多伦多大学因尼斯学院完成了學業。

## 個人生活
蓋登正與剪輯師兼導演馬修·漢南交往。

## 外部連結
- 莎拉·蓋登在互联网电影资料库（IMDb）上的資料（英文）